# Gevolmachtigd minister
Het begrip gevolmachtigd minister of (minister-)plenipotentiaris kan verschillende zaken inhouden:

## Oostenrijkse Nederlanden
In de Oostenrijkse Nederlanden was de gevolmachtigd minister de hoogste vertegenwoordiger van de Oostenrijkse keizer na de landvoogd. De functie van landvoogd was louter honorair geworden, en werd verleend aan leden van het regerende huis Habsburg-Lotharingen. De gevolmachtigd minister was dus het werkelijke hoofd van de regering in de Zuidelijke Nederlanden.
Zie lijst van gevolmachtigd ministers van de Oostenrijkse Nederlanden. 

## Koninkrijk der Nederlanden
- gevolmachtigd minister van Aruba
- gevolmachtigd minister van Curaçao
- gevolmachtigd minister van Sint Maarten
- gevolmachtigd minister van Suriname (tot 1975)
- gevolmachtigd minister van de Nederlandse Antillen (tot 2010)

Een gevolmachtigde minister neemt deel aan de vergaderingen in de Raad van ministers van het Koninkrijk als er koninkrijksaangelegenheden aan de orde zijn die zijn land raken. Maakt hij tijdens een vergadering in de rijksministerraad dan wel tijdens een parlementaire behandeling bezwaar, dan volgt een nader overleg.
De functie van gevolmachtigd minister bestaat sinds 1954, toen de verhoudingen binnen het koninkrijk werden geregeld in het Statuut voor het Koninkrijk der Nederlanden. Ook de Nederlandse Antillen en Suriname werden in Nederland vertegenwoordigd door gevolmachtigde ministers voor de onafhankelijkheid in 1975 respectievelijk de opheffing in 2010. Voor 1954 werden Suriname en de Nederlandse Antillen vertegenwoordigd door een algemeen vertegenwoordiger.

## Diplomatie
Een gevolmachtigd minister kan ook een diplomaat zijn beneden de rang van ambassadeur. Kleinere landen zoals Nederland en België stuurden tot aan de Tweede Wereldoorlog gevolmachtigd ministers naar andere hoofdsteden. Het sturen en ontvangen van ambassadeurs was het voorrecht van grote landen. Het Verenigd Koninklijk weigerde tot in de Tweede Wereldoorlog om een ambassadeur van Nederland te ontvangen en een zo hoog betaalde diplomaat in Den Haag aan te stellen. De diplomaat die Nederland vertegenwoordigde was dan buitengewoon gezant en gevolmachtigd minister (Frans: envoyé extraordinaire et ministre plénipotentiaire) en stond aan het hoofd van een legatie of gezantschap. In de Nederlandse diplomatieke praktijk is de term 'gezant' niet meer actueel. Na de oorlog zijn alle Nederlandse gezantschappen opgewaardeerd tot ambassades; zij staan sindsdien onder leiding van een ambassadeur. De term gevolmachtigd minister is nog wel in gebruik op grotere ambassades, als titel van de plaatsvervangend ambassadeur ('tweede man'). 